# Ауербах (Ерцгебирге)
Ауербах (њем. Auerbach) општина је у њемачкој савезној држави Саксонија. Једно је од 69 општинских средишта округа Ерцгебирге. Према процјени из 2010. у општини је живјело 2.779 становника. Посједује регионалну шифру (AGS) 14521040.

## Географски и демографски подаци
Ауербах се налази у савезној држави Саксонија у округу Ерцгебирге. Општина се налази на надморској висини од 534 метра. Површина општине износи 8,3 km². У самом мјесту је, према процјени из 2010. године, живјело 2.779 становника. Просјечна густина становништва износи 336 становника/km².